# Third-person shooter
A TPS (Third Person Shooter) az akciójátékok olyan típusa, ahol a játékos által irányított szereplőt/főhőst külső nézetből látjuk. A külső nézet legtöbbször azért kerül a játékba, mert a figurának közelharcot kell alkalmaznia az ellenségek ellen és belső nézetben könnyen átláthatatlanná válik a játékos számára. Jó példa erre a Jedi Knight-sorozat, amelyben a Jedi Knight 2: Jedi Outcast című rész még belső nézetet is használt a fénykardpárbajoknál, míg a következő részben, a Star Wars Jedi Knight: Jedi Academy-ben már csak külső nézetben kardozhatott a játékos. A külső nézet olyan akciójátékokban is hasznos, ahol fontos átlátni a pálya felépítését. Ez az oldalnézetes, régi játékok remake-jeinél a leggyakoribb. A TPS-ekben megjelenő pályák gyakran szakadékokkal és akadályokkal teliek, amelyeken a játékosnak át kell jutnia és sokszor logikai feladatok részei. Egyes TPS-ek több logikai feladatot tartalmaznak vagy felvehető tárgyakat kell használni, ezeket akció-kalandjátéknak nevezik.

## Irányítás
Az irányítás jelentősen különbözik az FPS-ek irányításától, mivel a játéktérben nézelődést és a célzást (ha van lőfegyver) másképp kell megoldani. A 3d-s grafika megjelenésekor sok akciójáték bukását okozta, hogy a fejlesztők rossz irányítást készítettek a játékhoz, és a modern kinézet ellenére játszhatatlan lett. Gyakori dilemma, hogy a nézőpont rögzített legyen-e, mert ilyenkor könnyen eltakarhatják a szereplőt a falak vagy más objektumok. Legtöbbször az irányított figura háta mögött van a "kamera" és nem kell mozgatni. Néhány játékban a lőfegyver használatánál megváltozik a kameranézet és a figura válla fölött látjuk az ellenséget. A legtöbb TPS játékban problémát okoz az ellenségek kiválasztása, és több ellenfélnél előfordul, hogy csak találomra találjuk el. Egyes játékok megoldották a problémát egy célzórendszerrel, amivel a játékos kiválaszthatja az ellenfelet (ilyenkor színes körrel megjelöli a játék). Az automatikus célzórendszernél a mozgatással lesz kiválasztott az ellenfél.
A játékfigura mozgatásához legelterjedtebb a billentyűzet iránygombjai, a W, A, S, D gombok vagy egy külön erre tervezett kontroller.

## Ismertebb TPS-ek
- Fortnite

- Severance: Blade of Darkness (Windows)
- Batman Arkham sorozat (Windows, PlayStation 3, PlayStation 4, Xbox 360, Xbox One, Wii U, OS X, Linux)
- Indiana Jones
- Jedi Knight 2: Jedi Outcast (PC, Xbox, Gamecube)
- Gears of War (PC, Xbox360)
- God of War (Playstation 3)
- Ninja Gaiden (Playstation 3)
- Prince of Persia
- Rayman
- Tomb Raider
- Grand Theft Auto sorozat a harmadik részétől kezdve
- Max Payne
- Uncharted  (Playstation 3)
- Mass Effect
- Assassin's creed sorozat